# Cyrnoniscus remyi
Cyrnoniscus remyi är en kräftdjursart som beskrevs av Albert Vandel 1953. Cyrnoniscus remyi ingår i släktet Cyrnoniscus och familjen Trichoniscidae. Inga underarter finns listade i Catalogue of Life.